# Thurlow Rogers
Thurlow Rogers (* 7. März 1960 in Burbank, Kalifornien) ist ein ehemaliger US-amerikanischer Radrennfahrer und nationaler Meister im Radsport.

## Sportliche Laufbahn
Rogers gewann 1984 die nationale Meisterschaft im Einzelzeitfahren der Amateure. 1980 hatte er einen ersten internationalen Erfolg, als er eine Etappe des Rennens Circuit Cycliste Sarthe in Frankreich gewann. 1983 nahm er an der Internationalen Friedensfahrt teil und wurde beim Sieg von Falk Boden Vierter des Gesamtklassements. Einen Platz auf dem Podium verhinderte ein Sturz kurz vor dem Etappenziel. Dieser vierte Rang war die beste Platzierung, die ein US-amerikanischer Fahrer bei dieser Rundfahrt erreichte. 1983 gehörte er zum Vierer, der bei den Panamerikanischen Spielen die Goldmedaille im Mannschaftszeitfahren gewann. Rogers wurde zum besten Fahrer des Jahres 1983 in den USA gewählt.
Er war Teilnehmer der Olympischen Sommerspiele 1984 in Los Angeles. Im olympischen Straßenrennen wurde er beim Sieg von Alexi Grewal als 6. klassiert. Von 1986 bis 1991 sowie von 1997 bis 2000 startete er als Berufsfahrer. In seinem ersten Jahr als Profi gewann er das Etappenrennen Redlands Bicycle Classic, wobei er zwei Tageserfolge erzielte.